# Airyjev disk
Airyjev dísk [éjrijev ~] je optični pojav, ki se kaže v tem, da se na mestu, kjer bi optična naprava morala dati sliko točke, dobi osrednji svetel del, ki ga obdajajo izmenični svetli in temni kolobarji. Takšna slika točke se imenuje Airyjev disk. Nastane zaradi uklona svetlobe na okrogli odprtini. Pojav je posebno dobro opazen pri opazovanju skozi astronomski daljnogled, kjer zaradi uklona slika zvezde ni točka, ampak se dobi sliko, ki je sestavljena iz osrednjega svetlega dela in dodatnih svetlih krogov. Takšno sliko se dobi tudi v primeru, ko je slika najbolje izostrena in se uporablja najboljše leče.
Imenuje se po angleškem matematiku in astronomu Georgu Bidellu Airyju (1801–1892).

## Velikost Airyjevega diska
Dovolj daleč od vhodne odprtine, je kot pri katerem nastane prvi minimum v jakosti svetlobe, merjeno v smeri vpadajoče svetlobe, podan z obrazcem:
{\displaystyle \sin \theta \approx 1,220{\frac {\lambda }{d}}\!\,.}
Za majhne kote je to enako:
{\displaystyle \theta \approx 1,220{\frac {\lambda }{d}}\!\,.}
V obeh primerih je:
- {\displaystyle \lambda \!\,} – valovna dolžina svetlobe
- {\displaystyle d\!\,} – premer aperture (velikost odprtine pri optični napravi[1])

Iz tega se vidi, da je Airyjev disk manjši, če je apertura večja. To se kaže v tem, da večji daljnogledi (z večjo aperturo) dajejo majše slike zvezd.

## Zgled
Kot zgled se vzame sliko, ki jo nudi običajna kamera (npr. video ali filmska). Kadar padejo Airyjevi diski drug na drugega, se ne da več ločiti posameznih točk iz slike. Sliki dveh točk se še loči, če pade prvi maksimum prve točke Airyjevega diska na mesto prvega minimuma druge točke.  
Ker je kot {\displaystyle \theta \!} zelo majhen, se lahko zapiše tudi:
{\displaystyle {\frac {x}{f}}=1,220\ {\frac {\lambda }{d}}\!\,,}
kjer je:
- {\displaystyle x\!\,} – razdalja med slikama dveh točk na snemalnem sredstvu (film)
- {\displaystyle f\!\,} – razdalja od leče do snemalnega sredstva.

Običajno je snemalno sredstvo oddaljeno od leče za goriščnico in velja:
{\displaystyle x=1,220\ {\frac {\lambda f}{d}}\!\,.}
Faktor 1,220 se izpelje iz izračuna lege prvega temnega obroča, ki obkroža osrednji Airyjev disk uklonskega vzorca. To število ima točnejšo vrednost 1,21966989... (A245461) in je enako prvi ničli Besslove funkcije prve vrste reda 1 {\displaystyle J_{1}(x)} deljeni s π.

## Jakost svetlobe
Jakost (intenzivnost; energija na enoto površine v časovni enoti, merilo za energijski pretok) svetlobe v odvisnosti od kota je pri okrogli odprtini:
{\displaystyle I(\theta )=I_{0}\left({\frac {2J_{1}(ka\sin \theta )}{ka\sin \theta }}\right)^{2}=I_{0}\left({\frac {2J_{1}(x)}{x}}\right)^{2}\!\,,}
kjer je:
- {\displaystyle \theta \!\,} – kot na katerem se opazuje (kot med osjo aperture in smerjo, ki povezuje opazovano točko in središče Airyjevega diska – glej sliko)
- {\displaystyle I_{0}\!\,} – največja jakost Airyjevega diska v središču
- {\displaystyle J_{1}\!\,} – Besslova funkcija prve vrste reda 1
- {\displaystyle k={\frac {2\pi }{\lambda }}\!\,} – valovno število
- {\displaystyle a\!\,} – polmer aperture

| {\displaystyle I(x)/I_{0}\!} | {\displaystyle P(x)/P_{0}\!} · {\displaystyle I(x)/I_{0}\!} |

Z integracijo izraza za {\displaystyle I(\theta )\!} se dobi skupno moč, ki se nahaja v Airyjevem disku določene velikosti:
{\displaystyle P(\theta )=P_{0}[1-J_{0}^{2}(ka\sin \theta )-J_{1}^{2}(ka\sin \theta )]\!\,,}
kjer je:
- {\displaystyle J_{0}\!\,} – Besslova funkcija prve vrste reda 0
- {\displaystyle J_{1}\!\,} – Besslova funkcija prve vrste reda 1